# Corazón profundo
Corazón profundo es el décimo-tercer trabajo discográfico del cantante colombiano Carlos Vives. Este es el trabajo en que confirma su regreso al mundo musical después de 8 años de ausencia y sin grabar un álbum. También significa su regreso a la compañía discográfica Sony Music después de veinte años.
Recibió el galardón como Mejor álbum de fusión tropical en los Premios Grammy Latinos de 2014.

## Descripción
Fue lanzado al mercado el domingo 21 de abril en Colombia y el martes 23 de abril del 2013 en todo el mundo tanto en versión CD como digital en iTunes. Este trabajo fue producido por Carlos Vives y Andrés Castro, siendo lanzado con un novedoso sistema de mercadeo y distribución de música. Carlos Vives se alió con la cadena de supermercados Almacenes Éxito para vender su nuevo disco en los distintos puntos y tiendas de este grupo, con un precio accesible —aproximadamente la mitad del valor de un CD en el mercado—, rompiendo récords de venta y al segundo día de su lanzamiento ganó disco de diamante por más de 200 000 copias vendidas, se lanzaron 2 versiones del álbum, una normal y la deluxe.

## Crítica
"Corazón Profundo" ha recibido críticas generalmente positivas de los críticos. En About.com Carlos Quintana opinó: "tengo que decir que el álbum me ha dejado con sentimientos encontrados. Aunque me gustan las vibraciones románticas de este álbum y el sonido más tradicional de temas como 'Hoy Me Desperte en Otro Lugar', realmente no disfruté algunas de las cosas comerciales que Carlos Vives añadió aquí". David Jeffries de Allmusic le dio al álbum tres estrellas y media (de cinco), diciendo que "esperen números nostálgicos y canciones románticas, junto con algo de pop moderno y pulido" y destacando el nuevo sonido con la canción "Como Le Gusta a Tu Cuerpo" y el gran éxito "Volvi a Nacer".

### Rendimiento comercial
Corazón Profundo debutó en el número uno de la lista de álbumes de National-Report en Colombia con ventas en el primer día de 35 000 copias. En su primera semana el álbum había vendido más de 200 000 copias y fue certificado como diamante. En Estados Unidos, el álbum debutó en el número 61 de la Billboard 200 y en el número uno de la Latin Albums lista de éxitos, pasando dos semanas allí. En Venezuela el álbum vendió 5000 copias el día de su lanzamiento y fue certificado como oro por la APFV. El álbum debutó en el #10 en España, en el #43 en México y en el #2 en Argentina.

## Lista de canciones
- Edición estándar

| Corazón profundo |                                               |              |          |  |
| N.º              | Título                                        | Escritor(es) | Duración |  |
| 1.               | «Volví a nacer»                               | Carlos Vives | 3:44     |  |
| 2.               | «Como le gusta a tu cuerpo» (con Michel Telo) | Carlos Vives | 3:51     |  |
| 3.               | «Bailar contigo»                              | Carlos Vives | 4:11     |  |
| 4.               | «Corazón profundo»                            | Carlos Vives | 4:02     |  |
| 5.               | «Amanecer»                                    | Carlos Vives | 3:25     |  |
| 6.               | «Salvar tu amor»                              | Carlos Vives | 3:24     |  |
| 7.               | «Hoy me desperté en otro lugar»               | Carlos Vives | 3:56     |  |
| 8.               | «La foto de los dos»                          | Carlos Vives | 4:09     |  |
| 9.               | «Y entonces pa' qué estoy yo»                 | Carlos Vives | 3:38     |  |
| 10.              | «La fantástica»                               | Carlos Vives | 3:55     |  |
| 11.              | «La perla»                                    | Carlos Vives | 3:53     |  |
| 12.              | «Déjalo pasar»                                | Carlos Vives | 3:09     |  |

## Remezclas
- Volví a nacer (feat. J Álvarez) - 3:24
- Volví a nacer (feat. Maluma) - 3:49
- Bailar contigo (feat. Trébol Clan) - 3:53
- Bailar contigo (feat. Angel y Khriz) - 3:40
- La foto de los dos (feat. J Álvarez) - 3:02

## Charts

### Weekly charts
| Chart (2013)                      | Peak position |
| --------------------------------- | ------------- |
| Argentina (CAPIF)                 | 2             |
| Colombia (ASINCOL)                | 1             |
| México (AMPROFON)                 | 42            |
| España (PROMUSICAE)               | 10            |
| Estados Unidos (Billboard 200)    | 61            |
| Estados Unidos (Top Latin Albums) | 1             |
| Estados Unidos (Latin Pop Albums) | 1             |
| Venezuela (APFV)                  | 1             |

### Charts fin de Año
| Chart (2013)                         | Posición |
| ------------------------------------ | -------- |
| Argentina (CAPIF)                    | 81       |
| Estados Unidos Top Latin Albums      | 13       |
| Estados Unidos (US Latin Pop Albums) | 6        |
| Chart (2014)                         | Posición |
| Estados Unidos (US Top Latin Albums) | 50       |
| Estados Unidos (US Latin Pop Albums) | 9        |

## Certificaciones y ventas
| País           | Organismo Certificador | Certificación | Ventas  | Ref.   |
| -------------- | ---------------------- | ------------- | ------- | ------ |
| Colombia       | ASINCOL                | 2× Diamante   | 400 000 | [ 12 ] |
| Estados Unidos | RIAA                   | Oro           | 30 000  | [ 13 ] |
| Venezuela      | Recordland             | Platino       | 10 000  | [ 14 ] |